# Права ЛГБТ в Иране
Иран является одной из 63 стран мира, в которых однополые отношения являются уголовным преступлением и одной из шести стран мира (наряду с Йеменом, Саудовской Аравией, Мавританией, Нигерией и Сомали), в которых они могут наказываться смертной казнью. В связи с нелегальным положением в стране отсутствует открытое ЛГБТ-движение. Существующие ЛГБТ-организации работают в подпольном режиме.

## Уголовное преследование по законам шариата

### Мужеложство
Статьи 108—109 Исламского уголовного кодекса Ирана 1991 года (шариат) определяют мужеложство как половую связь между мужчинами. Это может быть как активная, так и пассивная пенетрация (лиуат), так и трение пенисом о бёдра или ягодицы (тавхиз). Любые подобные действия подлежат наказанию хадд. В исламском праве хадд — наказание за преступления против нравственности и общественного порядка.
В случае пенетрации оба участника акта мужеложства приговариваются к смертной казни (хадд), способ казни определяется судьёй (статья 110). В случае, если совершеннолетний мужчина совершает акт мужеложства с несовершеннолетним, то несовершеннолетний партнёр, согласно статье 112, приговаривается к 74 ударам плетью (тазир — меньшее наказание), если он не находился под принуждением. Если мужеложство совершено между двумя несовершеннолетними и ни один из них не находился под принуждением, то они оба приговариваются к тазиру, согласно статье 113.
Согласно статье 114, смертная казнь (хадд) за мужеложство назначается лишь в том случае, если обвиняемый четыре раза признаёт свою вину. Если обвиняемый признаёт свою вину менее четырёх раз, то его ждёт меньшее наказание (тазир). Факт мужеложства может также быть «доказан» подтверждением четырёх «благочестивых мужчин». Если же показания даны менее, чем четырьмя «благочестивыми мужчинами», то факт мужеложства считается недоказанным, а свидетели приговариваются к наказанию за ложное свидетельство (казф). Показания женщин не учитываются для доказательства мужеложства (см. статьи 117—119).
За тафхиз (трение пенисом о бёдра или ягодицы) и другие подобные сексуальные действия между мужчинами без совершения пенетрации закон предусматривает наказание хадд в виде ста ударов плетью. Если же немусульманин совершил тафхиз с мусульманином, то его ждёт смертная казнь. Также если обвиняемый был уже три раза наказан за тавхиз или подобные действия, в четвёртый раз он приговаривается к наказанию хадд в виде смертной казни (статьи 121—122).

Казнь осуждённых за мужеложство иранских подростков Махмуда Асгари и Аяза Мархони через повешение 19 июля 2005 года

К наказанию до 99 ударов плетью (тазир), согласно статье 123, приговариваются также мужчины, если они не являются родственниками и «стоят обнажёнными под одним кровом без необходимости». Наконец, по статье 124, «похотливый» поцелуй наказывается 60 ударами плетью (тазир).
Если совершивший тавхиз и другие подобные сексуальные действия мужчина признаёт свою вину до дачи показаний свидетелями, то он освобождается от наказания хадд, если же после дачи показаний, то не освобождается (статья 125). Если мужеложство или тавхиз доказаны путём признания вины и мужчина раскаивается в содеянном, то судья шариатского суда может попросить правителя помиловать его.
Одним из громких событий, на которые обратили мировые правозащитные организации, стала казнь в 2005 году двух несовершеннолетних юношей, обвиненных в гомосексуальных связях — Махмуда Асгари и Аяза Мархони. Приговор суда был приведен в исполнение, несмотря на протесты Запада. Казнь состоялась 19 июля в северо-восточном городе Мешхед. Согласно иранскому уголовному законодательству, смертная казнь допустима для мальчиков с 15 лет, а для девочек — с 9 лет. До казни подростки провели в заключении 14 месяцев. По оценкам правозащитных организаций, с начала исламской революции в Иране в 1979 году в стране по обвинению в гомосексуальных связях было повешено более 4 тысяч мужчин.

### Лесбиянство
В качестве наказания за лесбиянство, которое, согласно статье 127, определяется как генитальный контакт между женщинами, назначается сто ударов плетью (статья 129). Наказываются лишь совершеннолетние лица (статья 130). В случае, если женщина уже трижды наказывалась за лесбиянство, то в четвёртый раз она будет наказана смертной казнью (статья 131). Способы признания вины и учёт признания для вынесения приговора полностью соответствуют аналогичным случаям для мужчин (статьи 128, 132—133). Также женщины, которые не являются родственниками и «стоят обнажёнными под одним кровом без необходимости», приговариваются к до ста ударам плетью, а в третий раз — к ста ударам (статья 134).

## Общественная ситуация
Бывший Президент Ирана Махмуд Ахмадинеджад, выступая перед студентами и преподавателями Колумбийского университета в сентябре 2007 года, заявил, что в его стране нет такого явления как гомосексуальность, что вызвало смех аудитории.
В феврале 2015 года иранская поэтесса Сепидэ Жодери попала в опалу из-за перевода романа «Жизнь Адель» на персидский язык, который был опубликован в электронном варианте, поскольку издать такую книгу в Иране не представляется возможным. Поэтессу обвинили в поддержке однополых отношений, отменили все её интервью и презентацию нового сборника её стихов.
В мае 2021 года иранский гей был, предположительно, убит своими родными братьями и кузенами, узнавшими о «позорном» исключении из вооруженных сил из-за его гомосексуальности.

## Операции по коррекции пола
В то же время в Иране успешно делаются операции по коррекции пола. По мнению великого аятоллы Хомейни, операции по перемене пола дозволены и соотносятся с исламом. Такие операции были официально разрешены духовным лидером страны в 1983 году специальной фетвой.
Согласно некоторым данным, ежегодно в Иране совершается около 450 операций по хирургической коррекции пола (например, в Германии — около 300), что ставит эту страну на второе место в мире (после Таиланда) по количеству таких операций. Более того, подобные операции частично финансируются государством.
Под давлением семьи и общества к операциям по смене пола часто прибегают гомосексуальные мужчины, не являясь трансгендерами, пытаясь избежать смертной казни или надеясь иметь возможность открыто жить с партнёром и вступить с ним в законный брак.
В феврале 2014 года четыре игрока женской сборной Ирана по футболу были временно дисквалифицированы после того, как выяснилось, что они являются мужчинами, которые ожидают операции по смене пола. Игрокам будет снова разрешено продолжить выступления за женскую сборную после того, как они полностью пройдут все процедуры по смене пола, что занимает около двух лет.